# Hongaarse Universiteit voor Beeldende Kunsten
De Hongaarse Universiteit voor Beeldende Kunsten (Hongaars: Magyar Képzőművészeti Egyetem, MKE) is de voornaamste kunstacademie van Hongarije. De in 1871 opgerichte hogeronderwijsinstelling heette tot 2001 hogeschool (Magyar Képzőművészeti Főiskola) en droeg voor 1945 verschillende andere namen. Het onderwijs aan de MKE is verdeeld over elf afdelingen. Het hoofdgebouw staat aan de Andrássy út in het zesde district van Boedapest.

## Geschiedenis
De academie kwam tot stand op initiatief van het in 1861 opgerichte Nationale Hongaarse Genootschap voor Beeldende Kunsten (Országos Magyar Képzőművészeti Társulat) en in het bijzonder van Gusztáv Keleti, die zoals de meeste Hongaarse schilders voor zijn opleiding aangewezen was geweest op de kunstacademie van München. Hij werd in 1871 de eerste directeur van de Koninklijk Hongaarse Modeltekenschool en Tekenlerarenopleiding (Országos Magyar Királyi Mintarajztanoda és Rajztanárképezde). In 1876 betrok de instelling de door Lajos Rauscher ontworpen nieuwbouw op de hoek van de Andrássy út en de Izabella utca, een jaar later gevolgd door het naastgelegen pand van Adolf Láng, dat sindsdien als hoofdgebouw fungeert (en waarin zich sinds 1949 ook een poppentheater bevindt). 
In 1896 werd de opleiding voor kunstnijverheid, de huidige Moholy-Nagy-universiteit voor Kunst en Design van de school afgesplitst. In 1908, onder het directeurschap van Pál Szinyei Merse, ging de school Hongaarse Koninklijke Hogeschool voor Beeldende Kunsten (Magyar Királyi Képzőművészeti Főiskola) heten. Onder diens opvolger Károly Lyka verschoof het zwaartepunt van de opleiding van leraren naar de opleiding van kunstenaars.
Na de Tweede Wereldoorlog werd de instelling voortgezet als de Hongaarse Hogeschool voor Beeldende Kunsten (Magyar Képzőművészeti Főiskola). In 1971 kreeg deze de status van universiteit, hoewel dat pas sinds 2001 in de naam tot uitdrukking komt.

## Afdelingen
De universiteit telt elf afdelingen:
- Schilderkunst (Festő Tanszék)
- Grafiek (Grafika Tanszék)
- Intermedia (Intermédia Tanszék)
- Beeldende-kunsttheorie (Képzőművészet-elmélet Tanszék)
- Scenografie (Látványtervező Tanszék)
- Kunsttheorie (Művészetelméleti Tanszék)
- Artstieke anatomie, tekenen en geometrie (Művészeti Anatómia, Rajz- és Geometria Tanszék)
- Kunstgeschiedenis (Művészettörténeti Tanszék)
- Restauratie (Restaurátor Tanszék)
- Beeldhouwkunst (Szobrász Tanszék)
- Lerarenopleiding (Tanárképző Tanszék)

## Bekende alumni en medewerkers
- Vilmos Aba-Novák
- Milán Füst
- Ágnes Herczeg
- Krisztián Horváth
- Vilmos Huszár
- Tamás Lossonczy
- Pál Szinyei Merse
- Imre Nagy
- Octavian Smigelschi
- Bertalan Székely
- Ödön Vaszkó